# Luca Zamperoni

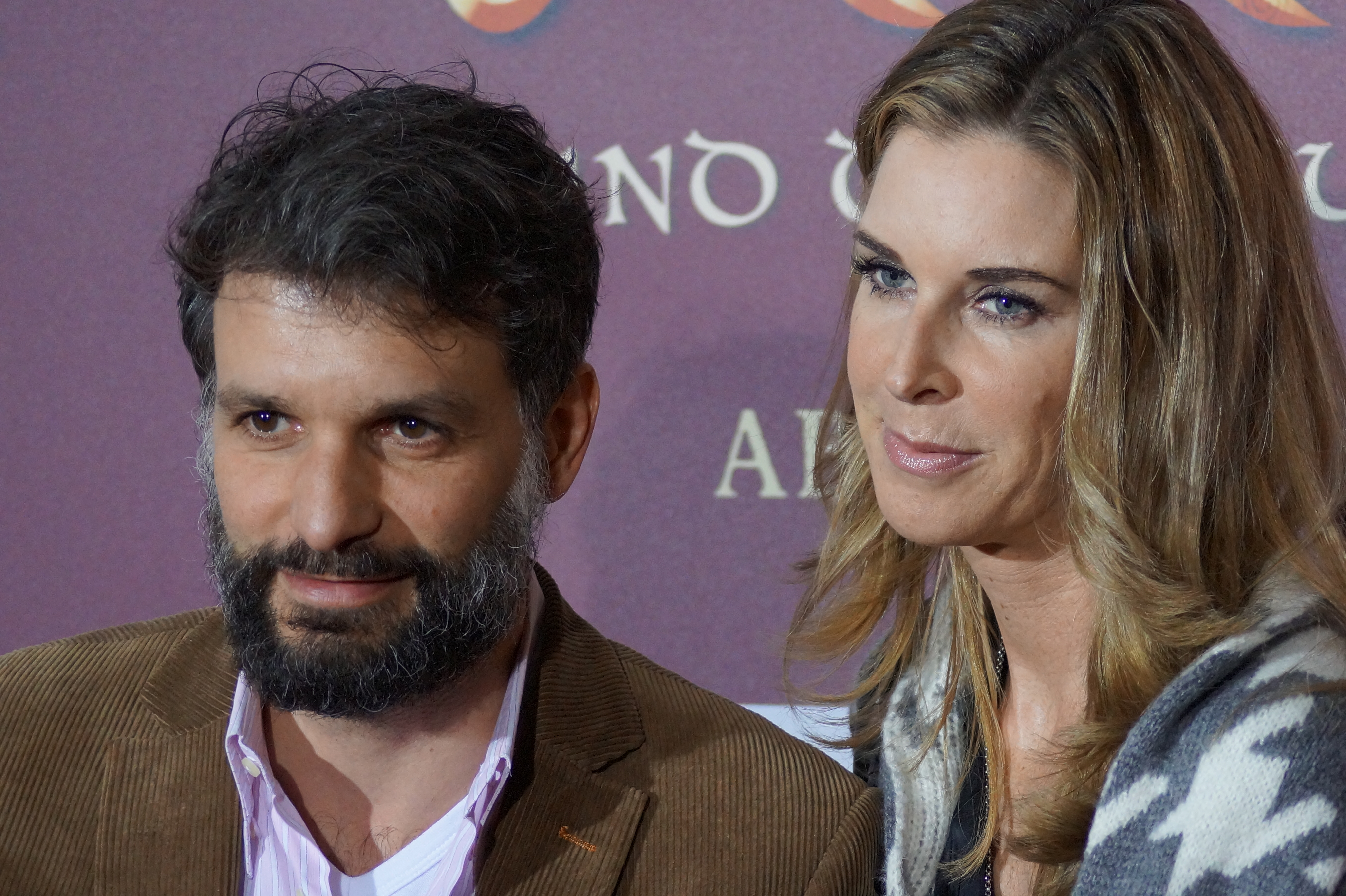
Luca Zamperoni mit seiner Ehefrau Simone Höller (2015)

Luca Zamperoni (* 6. Juli 1970 in Hanau) ist ein deutscher Schauspieler italienischer Abstammung.

## Leben
Luca Zamperoni trat bereits mit acht Jahren an den Städtischen Bühnen Frankfurt am Main und in Produktionen des Hessischen Rundfunks auf. Er absolvierte von 1991 bis 1994 seine Schauspielausbildung an der Theaterakademie in Ulm. Danach spielte er Theater unter anderem in Köln, Neuss und Essen. 1994 wurde Zamperoni mit dem Kulturpreis der Stadt Ulm für darstellende Kunst ausgezeichnet.
Seit Mitte der 1990er-Jahre wirkt Zamperoni neben seiner Arbeit am Theater auch in zahlreichen Film-und-Fernsehproduktionen mit. Im Jahr 1996 stand er erstmals für eine Gastrolle in der Sat.1-Krimireihe Wolffs Revier vor der Kamera. Von 1997 bis 2005 spielte er – mit mehreren Unterbrechungen – die Rolle des Nikolaus „Nick“ Prozeski in der ARD-Soap Verbotene Liebe, die ihn einem breiten Publikum bekannt machte. Zuvor hatte er bereits im Jahr 1996 in der Serie Verbotene Liebe in der 313. Folge einen Gastauftritt als Zusteller. Es folgten weitere feste Serienrollen. Von 2000 bis 2006 übernahm er in der Sat.1-Serie SK Kölsch die Rolle des italienischen Kriminalobermeisters Gino Bruni. Von 2008 bis 2010 spielte er in der ARD-Arztserie In aller Freundschaft den Koch Freddy Kerr. Von 2010 bis 2020 war er an der Seite von Francis Fulton-Smith und Marie Seiser als Chirurg Michael Sandmann in der ARD-Vorabendserie Familie Dr. Kleist zu sehen.
Für das Hörspiel-Label Amor Verlag wirkte er bei mehreren Produktionen mit, darunter bei Faust I und Kabale und Liebe jeweils in einer der Hauptrollen. Bei Woyzeck ist er nicht nur in einer Doppelrolle als Woyzecks Kamerad Andres und als der Hauptmann zu hören, sondern hat auch die künstlerische Beratung bei der Umsetzung übernommen.

### Privates
Luca Zamperoni ist seit Juli 2006 mit der Filmproduzentin und Drehbuchautorin Simone Höller (* 1972) verheiratet. Der Ehe entstammen zwei gemeinsame Kinder, eine Tochter und ein Sohn. Er lebt mit seiner Familie in Köln. Neben seiner Muttersprache Deutsch spricht Zamperoni auch fließend Italienisch und Englisch.

## Filmografie
- 1996: Wolffs Revier (Folge: Der Deserteur)
- 1997–2005: Verbotene Liebe (Fernsehserie, 1404 Folgen)
- 1999: Geschichten aus dem Nachbarhaus
- 1999: Zwei Männer am Herd (Fernsehserie, 3 Folgen)
- 2000: Der Schnapper: Ein Toter kehrt zurück
- 2000: Alphateam – Die Lebensretter im OP (Fernsehserie, Folge: Der Neue)
- 2000: Der Bulle von Tölz: Mord im Chor (Fernsehreihe)
- 2000: SOKO München (Fernsehserie, Folge: Party für vier Leichen)
- 2000–2006: SK Kölsch (Fernsehserie, 58 Folgen)
- 2001: Die Meute der Erben
- 2001: Die Pferdefrau
- 2001: Marienhof (Fernsehserie, 2 Folgen)
- 2002: In aller Freundschaft (Fernsehserie, Folge: Ein Schritt zu weit)
- 2003: Claras Schatz
- 2003: Broti & Pacek – Irgendwas ist immer (Fernsehserie, Folge: Ruhm und Ehre)
- 2003: Berlin – Eine Stadt sucht den Mörder
- 2005: Küss mich, Hexe
- 2005: Wilde Engel (Fernsehserie, Folge: Wer schön sein will... muss sterben)
- 2005: Tatort: Bienzle und der Sizilianer (Fernsehreihe)
- 2005: Ein Fall für zwei (Fernsehserie, Folge: Die Macht der Liebe)
- 2005–2007: girl friends – Freundschaft mit Herz (Fernsehserie, 10 Folgen)
- 2005: Alles außer Sex (Fernsehserie, Folge: Die Harten und die Zarten)
- 2006: SOKO Rhein-Main (Fernsehserie, Folge: Tod im Dienst)
- 2006: Hilfe, meine Tochter heiratet
- 2006: Alarm für Cobra 11 – Die Autobahnpolizei (Fernsehserie, Folge: Vertrauenssache)
- 2006: Um Himmels Willen (Fernsehserie, 5 Folgen)
- 2006: Lasko – Die Faust Gottes (Fernsehserie, 1 Folge)
- 2007: Wie küsst man einen Millionär
- 2007: Unser Charly (Fernsehserie, Folge: Charly auf der Jagd)
- 2007: Der Fürst und das Mädchen (Fernsehserie, Folge: Machtspiele)
- 2007: SOKO Kitzbühel (Fernsehserie, Folge: Der Tod kommt um elf)
- 2008: Der Alte (Fernsehserie, 1 Folge)
- 2008–2010, 2024: In aller Freundschaft (Fernsehserie, 36 Folgen)
- 2009–2015: SOKO Köln (Fernsehserie, 2 Folgen, verschiedene Rollen)
- 2009: Tatort: Rabenherz
- 2010: Da kommt Kalle (Fernsehserie, Folge: Kalle auf dem Eis)
- 2010: Wie ein Stern am Himmel
- 2010–2020: Familie Dr. Kleist (Fernsehserie, 90 Folgen)
- 2011: Schlag-Worte (Kurzfilm)
- 2011: Lasagne (Kurzfilm)
- 2013: Pinocchio (TV-Zweiteiler)
- 2013: SOKO Stuttgart (Fernsehserie, Folge: Am seidenen Faden)
- 2014: Für immer ein Mörder – Der Fall Ritter
- 2014: Honig im Kopf
- 2015: Herzensbrecher – Vater von vier Söhnen (Fernsehserie, Folge: Zivilcourage)
- 2015: Das Kloster bleibt im Dorf
- 2015: Das Gewinnerlos
- 2016: Tatort: Zahltag
- 2017: Sturm der Liebe (Fernsehserie, 12 Folgen)
- 2017: Leichtmatrosen – Drei Mann in einem Boot
- 2017: Das Wasser des Lebens
- 2018: Der Nesthocker
- 2018: Falk (Fernsehserie, 1 Folge)
- 2018: Ein starkes Team: Tödlicher Seitensprung (Fernsehreihe)
- 2019: Bettys Diagnose (Fernsehserie, Folge: Stillgestanden)
- 2020: Rentnercops (Fernsehserie, 1 Folge)
- 2021: Kreuzfahrt ins Glück – Hochzeitsreise nach Tirol
- 2022: Du sollst hören
- 2022: Ramstein – Das durchstoßene Herz
- 2022: Mein Name ist Vendetta
- 2023: Toni, männlich, Hebamme – Eine Klasse für sich (Fernsehreihe)
- 2023: Einspruch, Schatz! – Ein Fall von Liebe (Fernsehreihe)
- 2023: Der Staatsanwalt (Fernsehserie, 1 Folge)
- 2024: Für immer Sommer – Enthüllungen (Fernsehreihe)